# Абред
Абред — согласно записям Иоло Моргануга, один из трёх кругов бытия, которые, по верованиям кельтов, проходит человек.
В «Триадах бардов» сказано буквально следующее:

14. Божьей справедливостью всякое живое существо принимает участие в трёх вещах: Сострадании Божества в Абреде (круг воплощений); потому что без сего невозможно было бы познание, привилегия божественной любви и сотворчество с Божьим могуществом, поскольку Он справедлив и милостив.
15. Три круга бытия: круг пустоты (Cylch y Ceugant), где кроме Бога нет ничего ни живого, ни мёртвого, и никто, кроме Бога, не может его пройти; круг перевоплощения (Абред), где всякое одухотворённое существо рождено смертью, и человек проходит его; круг блаженства (Гвинфид), где всякое одухотворённое существо рождено жизнью и человек пройдёт его в небе.
16. Три необходимые фазы всякого существования по отношению к жизни: начало в Аннувне (Annwfn — бездна), перевоплощения в Абреде и Полнота в небе или круге Гвинфид; без этих трёх фаз нет жизни — кроме как у Бога.

17. Три последовательности состояния живых существ: состояния унижения а Аннувне (бездне), свободы в Абреде, любви и счастья в небе.
Кельты верят в то, что душа человека перевоплощается снова после смерти тела. Абред же — круг воплощения, проходимый человеком. Т.е. материальный мир:

25. Три причины необходимости круга Абред: развитие материальной субстанции, всякого живого существа; развитие силы (духовной) для победы над всяким препятствием и Cythraul (сатаной) и для освобождения от Drwg (зла). И без этого перехода из одного состояния жизни в другое никакое существо не может достигнуть законченности.

Существуют условия, делающие прохождение именно этого круга обязательным. Это видно по следующим строкам из «Триад»:

29. Тремя вещами человек падает в необходимость Абреда (перевоплощения): отсутствием усилия к знанию, отсутствием привязанности к добру и приверженностью ко злу. Вследствие этих вещей он спускается в Абред до своего подобия ("До своего подобия" вероятно следует понимать в смысле нисхождения до соответствующих его уровню условий жизни.) и начинает сначала ряд своих перевоплощений.
30. Тремя вещами человек обязательно снова опускается в Абред, даже если во всех других отношениях он привязан к добру: через гордость он падает в Аннувн; криводушием — до степени соответствующего унижения; отсутствием милосердия — до степени подходящего животного. Оттуда он снова путём перевоплощений идёт к Человечеству.
31. Три выбора, предоставленные человеку: Абред или Гвинфид; Необходимость или Свобода; Зло или Добро; всё в равновесии и человек по собственной охоте может наследовать то или другое.

32. Три необходимости в круге Абреда: нарушение Закона, так как оно неизбежно; освобождение в смерти от Дург и Ситро (Dwrg и Cythrault) умножение жизни и блага удалением от Дург (зла) в освобождении смерти — и это при помощи Бога, который обнимает всё.